# Koh Kong
Koh Kong (in lingua khmer:ក្រុងកោះកុង, traslitterato come Krong Koh Kong e conosciuta anche come Khemarak Phoumin) è la capitale della provincia omonima di Koh Kong. Si trova vicino all'estuario del fiume Kah Bpow, nel distretto di Smach Mean Chey, affacciato sul golfo della Thailandia. La città si trova a soli 10 km dal confine con la Thailandia. Il collegamento stradale principale con la capitale Phnom Penh avviene tramite una strada secondaria, la Strada Nazionale 48 (NH48), per 138 km fino a Sre Ambel, da dove mancano ancora 133 km sulla Strada Nazionale 4 (NH4).

## Città di frontiera

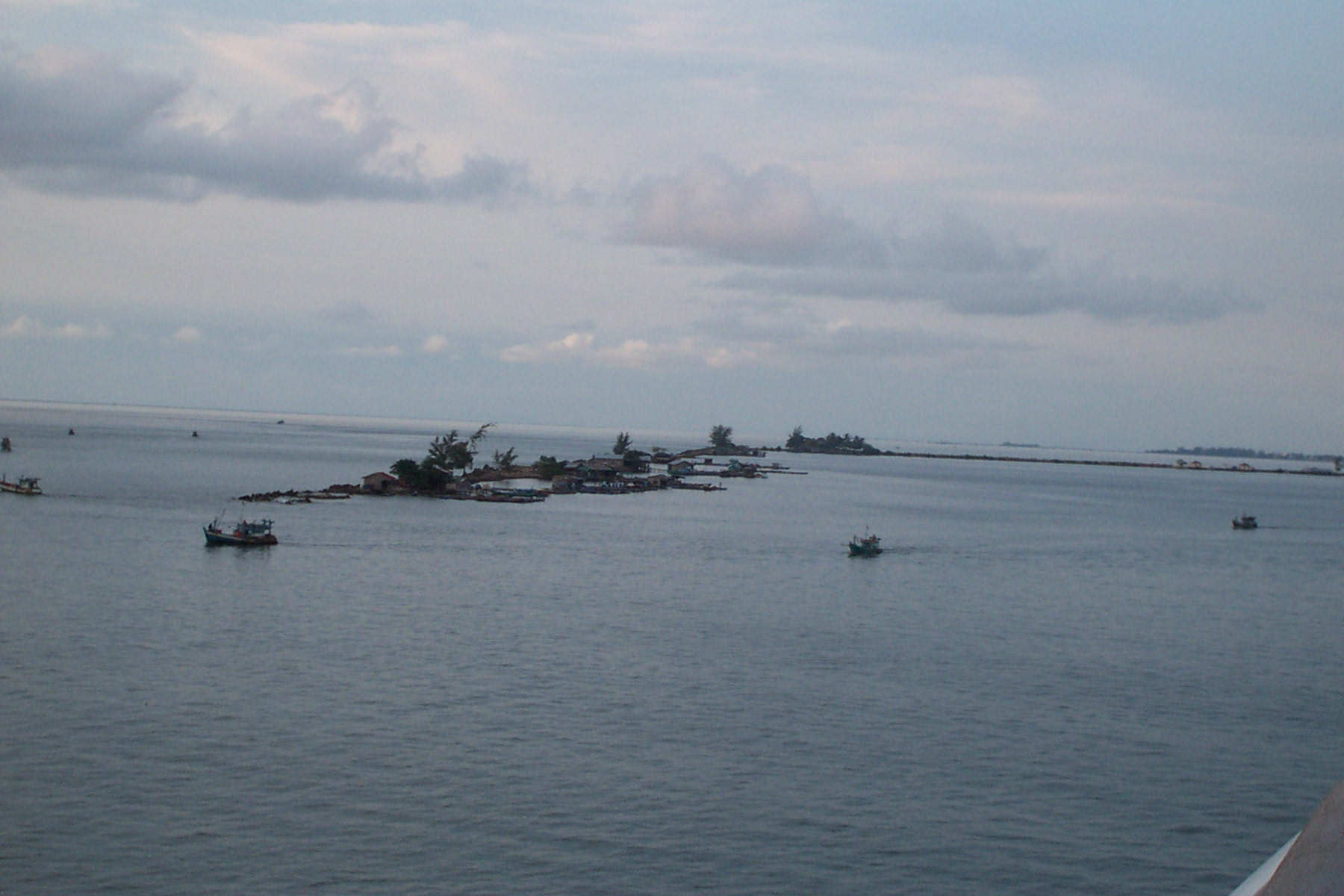
Barche da pesca cambogiane nel golfo della Thailandia.

Koh Kong ha avuto a lungo la reputazione di una selvaggia cittadina di frontiera. Oltretutto fino a pochi anni fa l'accesso alla città dalla Cambogia avveniva prevalentemente via mare o aria, date le miserrime condizioni delle strade. In tale condizione di relativo isolamento erano proliferati il disboscamento abusivo, il contrabbando di animali protetti, il banditismo, il gioco d'azzardo e la prostituzione, accompagna da un tasso crescente di infezione
da HIV, da cui la pessima reputazione di Koh Kong. La costruzione del ponte thai-cambogiano attraverso il fiume e il miglioramento della NH48 hanno portato ad investimenti industriali e turistici nella zona e la città ha iniziato ad essere considerata come metà turistica, seppur di passaggio.

## Storia recente
Fino alla fine degli anni Novanta Koh Kong rimase uno dei posti meno sicuri del paese, in quanto i khmer rossi ancora presenti nella zona dei Monti dei Cardamomi costituivano ancora una seria minaccia nei confronti degli abitanti e soprattutto degli stranieri di passaggio. L'area fu teatro di sporadici scontri a fuoco fino al 1998, anno della resa degli ultimi gruppi organizzati di guerriglieri comunisti.
Il 21 aprile 1984 i khmer rossi catturarono la città e la mantennero in loro possesso per una notte e un giorno. Annunciarono alla loro radio di aver ucciso 1.107 soldati vietnamiti e feriti 125 durante la battaglia.

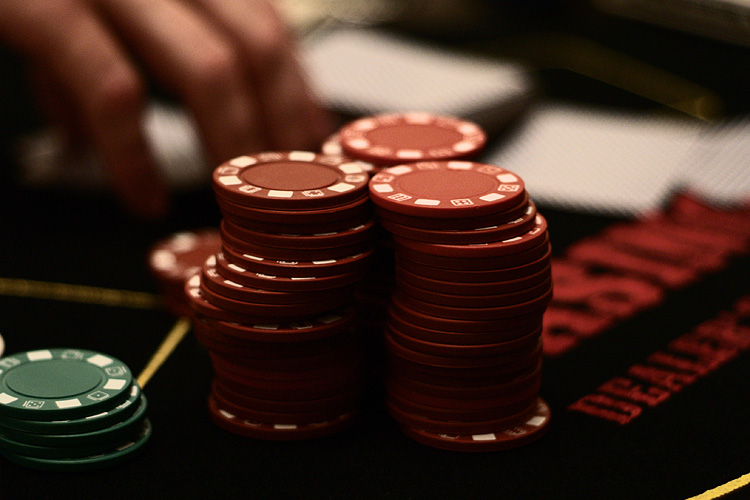
Nel 1998 i khmer rossi colpirono il casinò di Koh Kong con colpi di fucile, di mortaio e razzi.

Il 16 novembre 1998 avvenne uno degli ultimi attacchi attribuiti ai khmer rossi prima della resa degli ultimi reparti alle forze governative, avvenuta vicino al confine internazionale a pochi chilometri da Koh Kong. Alle 18.10 il casinò adiacente al Koh Kong International Resort fu attaccato da guerriglieri khmer. L'attacco con razzi, mortai e fucili causò il ferimento di un giocatore thailandese. Il capo della polizia di Trat più tardi affermo che l'attacco era stato causato dal rifiuto del casinò di pagare la "protezione" al gruppo dei ribelli. Per dare un'idea del clima violento di quegli anni, proprio lo stesso giorno, un anno più tardi, nel casinò vennero uccisi il manager thailandese dello stesso e una segretaria.